# Arquitectura subterránea
La arquitectura subterránea también conocida por arquitectura enterrada, arquitectura excavada o arquitectura troglodítica es un subtipo de la arquitectura solar bioclimática que aprovecha una tecnología para reducir la incertidumbre ambiental para seres humanos en el subterráneo (bajo tierra) más cerca a la superficie, donde pretende construir un refugio acogedor y duradero.
Esta arquitectura aprovecha de los recursos naturales en los alrededores del sitio elegido para la construcción: el propio suelo consolidado tal como está. Se aprovecha la inercia térmica del terreno para obtener confort térmico interior en la vivienda. Este tipo de arquitectura está muy a menudo relacionado con la autoconstrucción. 
Algunos ejemplos importantes de arquitectura subterránea son:

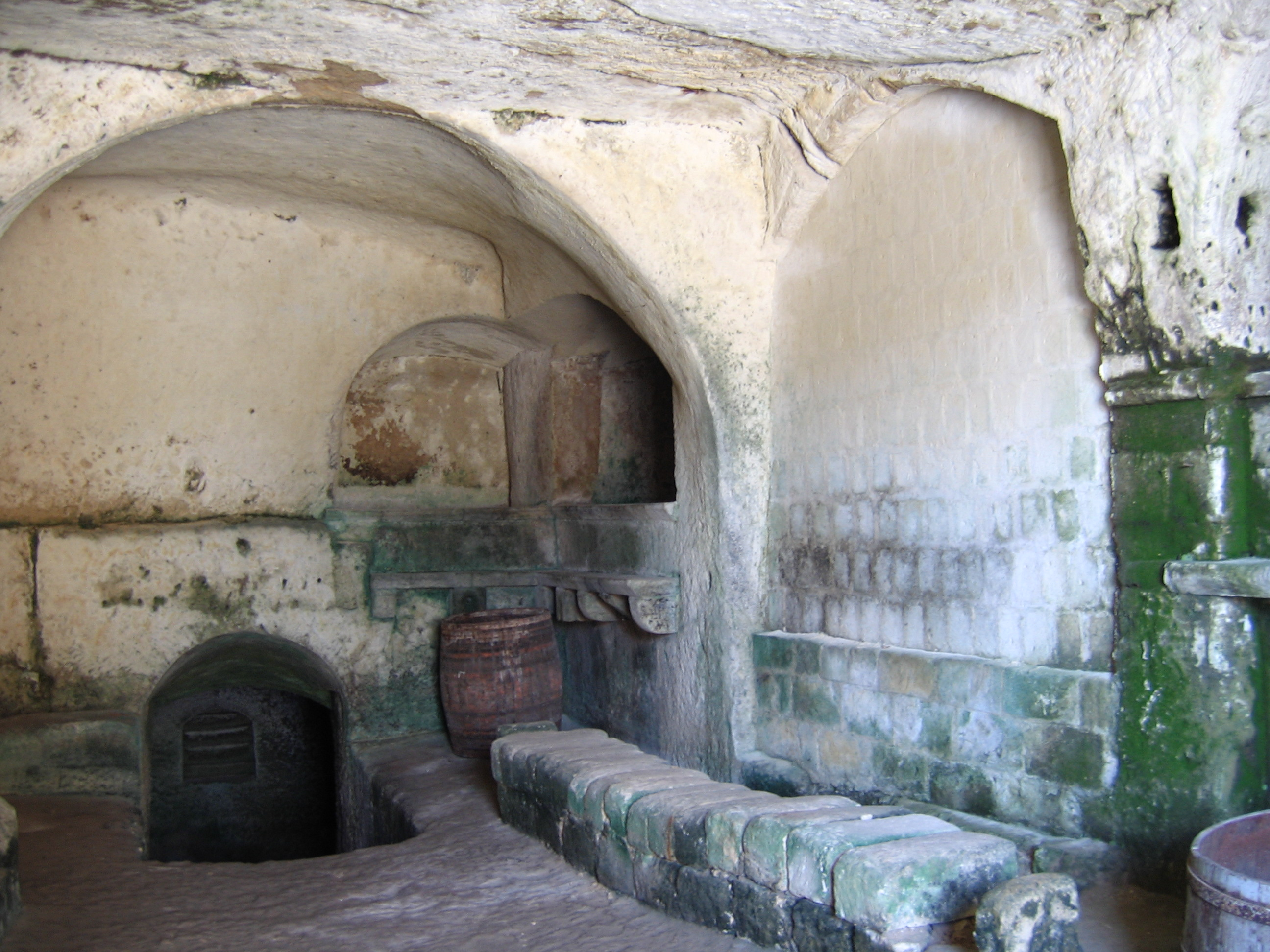
Casa Cueva en los Sassi di Matera en Italia

- Arquitectura subterránea de Sassi di Matera (Italia).
- Ciudad subterránea de Derinkuyu. Anatolia (Turquía).
- Ciudad subterránea de Kaymaklı. Capadocia (Turquía).
- Aldea subterránea de Naours (Francia).
- Pueblo subterráneo de Coober Pedy (Australia).
- Site R (Estados Unidos).
- Meseta de Loes (China).

En España, algunos de los ejemplos arquitectónicos subterráneos son:
- Bodegas de Baltanás (Palencia).
- Casas Cueva de Aguilar de Campos (Valladolid)
- Silos de Villacañas (Toledo).
- Cuevas de la Torre de Paterna (Valencia).

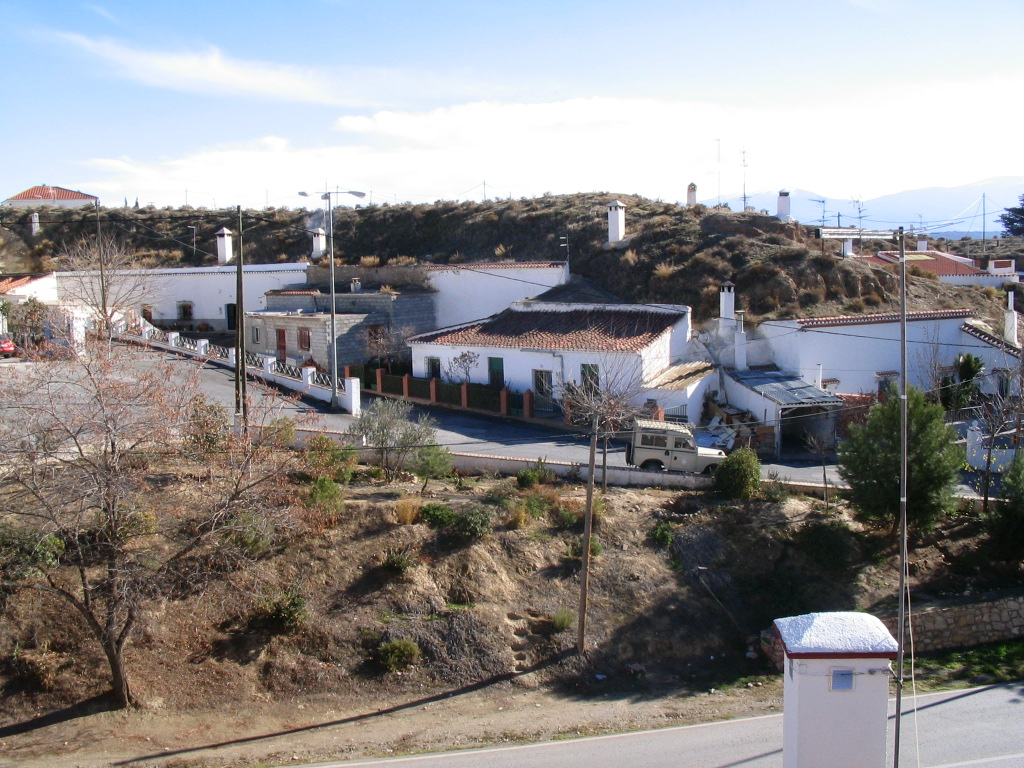
Casas Cueva en Guadix en Andalucía con chimeneas solares

- Casas Cueva de Guadix (Granada). Casas Cueva en Guadix en Andalucía con chimeneas solares

## Construcción
Para la construcción se deben cumplir varios requisitos como un terreno adaptado que consiste en arcilla, areniscas, margas, calizas, conglomerados o roca sedimentaria. En función de las culturas y zonas donde se construyen, la fachada o fachadas con ventanas y puertas se pueden orientar hacia el sol a lo largo del día (al Norte del ecuador hacia el Sur y viceversa), o bien huyendo de él, como en el caso de las viviendas subterráneas de oriente medio. Una chimenea solar o un patio interior excavado al otro extremo de la puerta facilitan una buena ventilación.

## Clima interior
Si se ha cumplido con los requisitos, el clima interior está muy cerca del confort térmico: cálido en invierno y fresco en verano. Las temperaturas interiores rondan alrededor de la temperatura media anual del aire de la zona, por ejemplo en España entre 17 y 23 grados. La inercia térmica de las paredes y techo de tierra hace que el máximo y mínimo de la temperatura interior esté varios meses retrasada a la del exterior. Cuantas más horas de sol anuales inciden en la superficie, más elevada es la temperatura media dentro. Por dentro no se enfrenta con picos altos o bajos de temperatura, por la propia inercia térmica de la masa de tierra/terreno. Las variaciones anuales de la temperatura de la tierra disminuyen con más profundidad. 
| Profundidad bajo tierra | variación de temperatura |
| ----------------------- | ------------------------ |
| 1 m                     | ± 5 grados               |
| 2 m                     | ± 3,3 grados             |
| 3 m                     | ± 2,2 grados             |
| 4 m                     | ± 1 grado                |
| 5 m                     | ± 1 grado                |

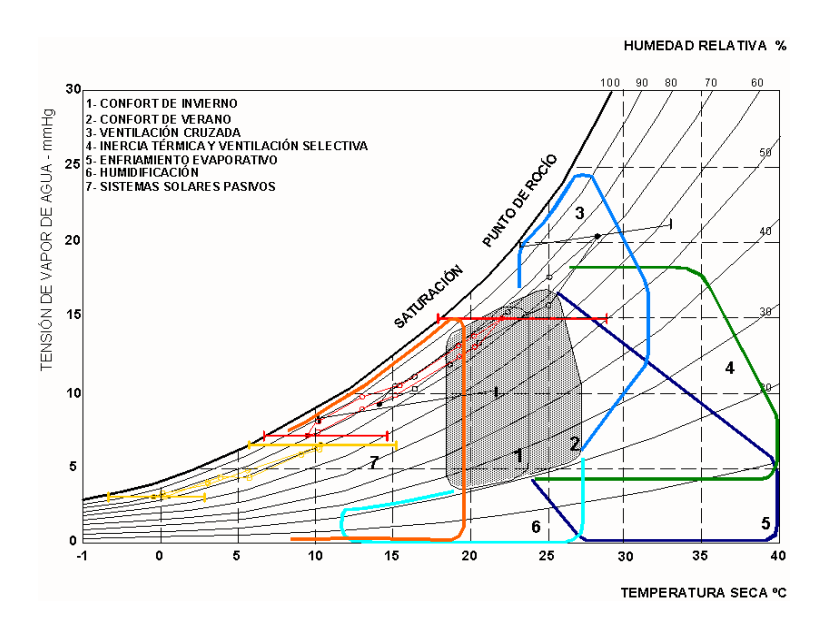
Zona del confort térmico en gris.

Los datos se han tomados a Burdeos, donde la temperatura media anual del aire exterior es de 12,5 grados.
Por encima de 0,3 metro de anchura de paredes y techos no se percibe ninguna variación diaria de la temperatura. Solo a una alta profundidad luego sube la temperatura del terreno por las altas temperaturas en el núcleo de la Tierra. Pero esto no tiene ningún efecto a las pocas profundidades de la arquitectura subterránea habitual que están situados en la Corteza terrestre. El Gradiente geotérmico es de 0,03 grados/m.
La humedad relativa del aire interior es más alto y ronda niveles del 50% que es más sano que en habitaciones con calefacción y con aire acondicionado. La mayor humedad relativa se explica por la humedad almacenda en la tierra, que está difundido muy lentamente por las paredes y el techo en forma de vapor de agua.
El uso de estos tipos de construcción tenía una gran variedad: sobre todo como vivienda, pero también como almacén de grano, bodega, sitio religioso, funerario. Hoy también se usa como garaje para coches, como habitación de prueba/ensayo para bandas musicales por su buen aislamiento acústico o lugar para fiestas. Este tipo de construcción tiene muy poco impacto medioambiental durante su construcción (excavación) y uso. Por las temperaturas mencionadas casi nunca hace falta una calefacción ni equipo de aire acondicionado. Se adapta muy bien al paisaje existente, de manera que casi no se nota la construcción en comparación a las casas levantadas encima del terreno.

## Imágenes

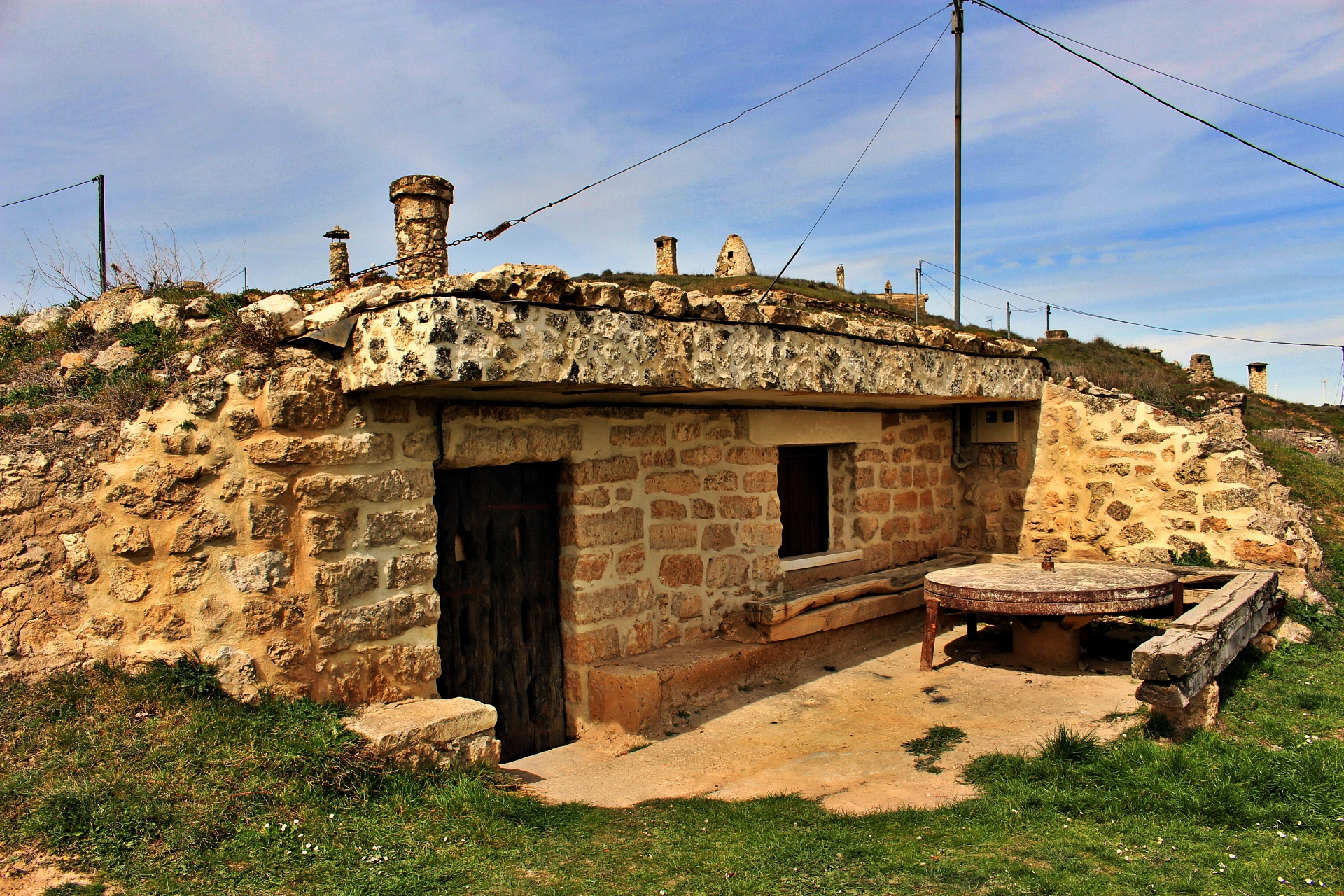
Bodegas de Baltanás (Palencia, España).
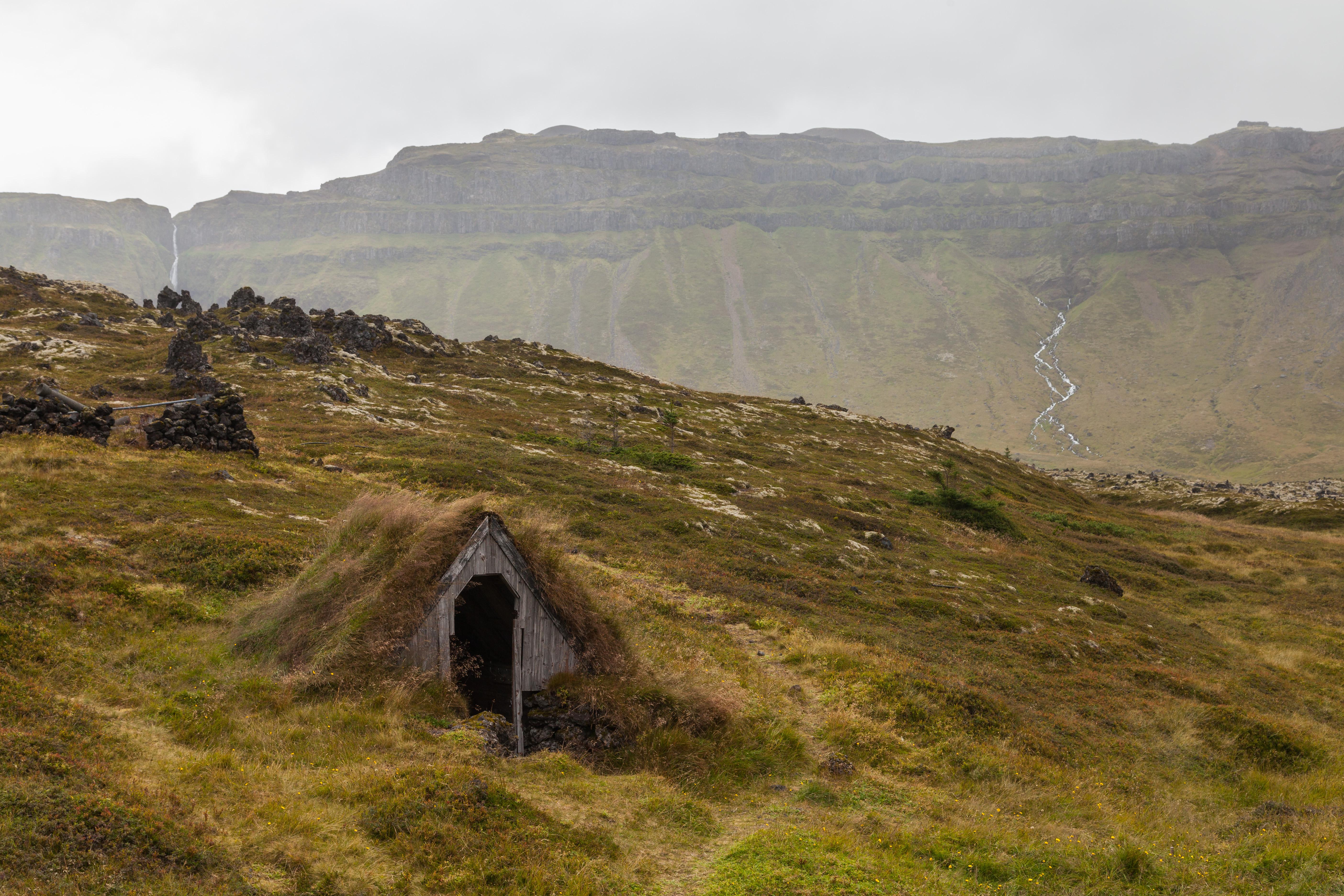
Cabaña subterránea en la región de Búðahraun (Islandia).
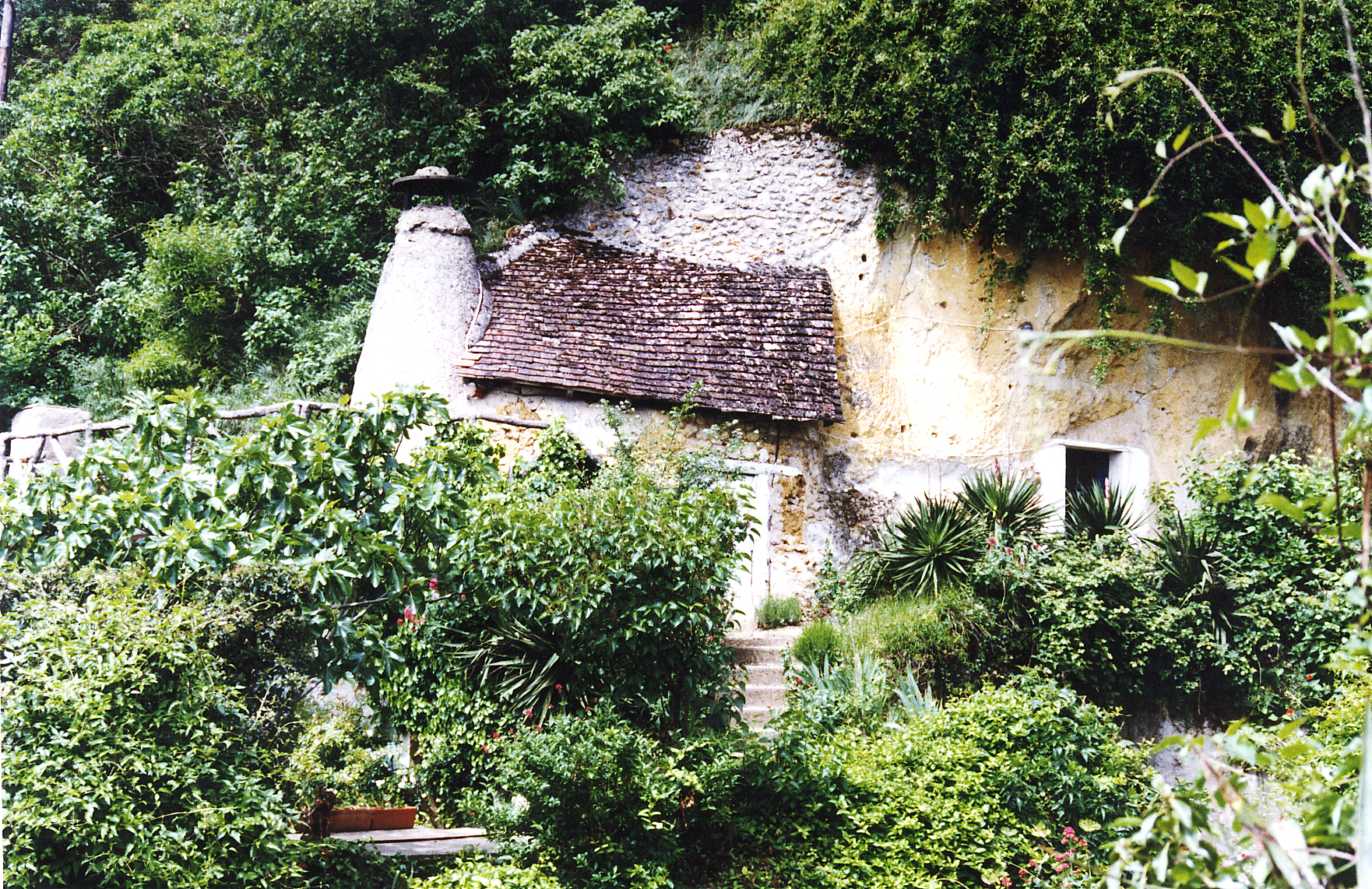
Casas cueva en el valle del Loira (Francia).
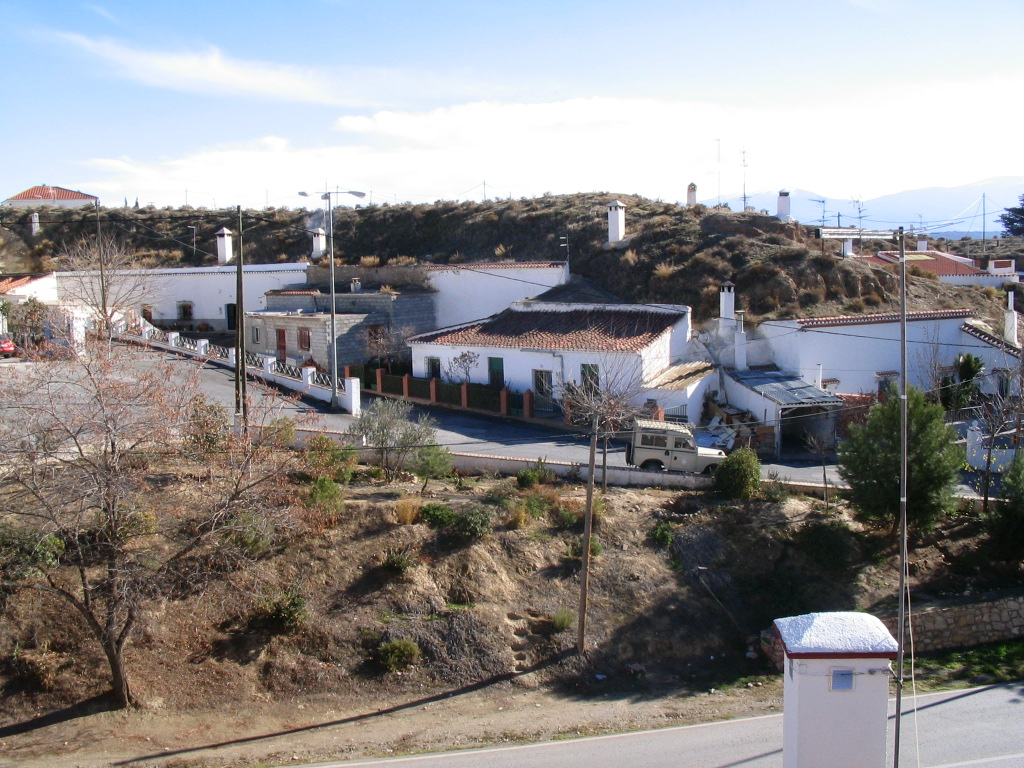
Casas cueva en Guadix (España).
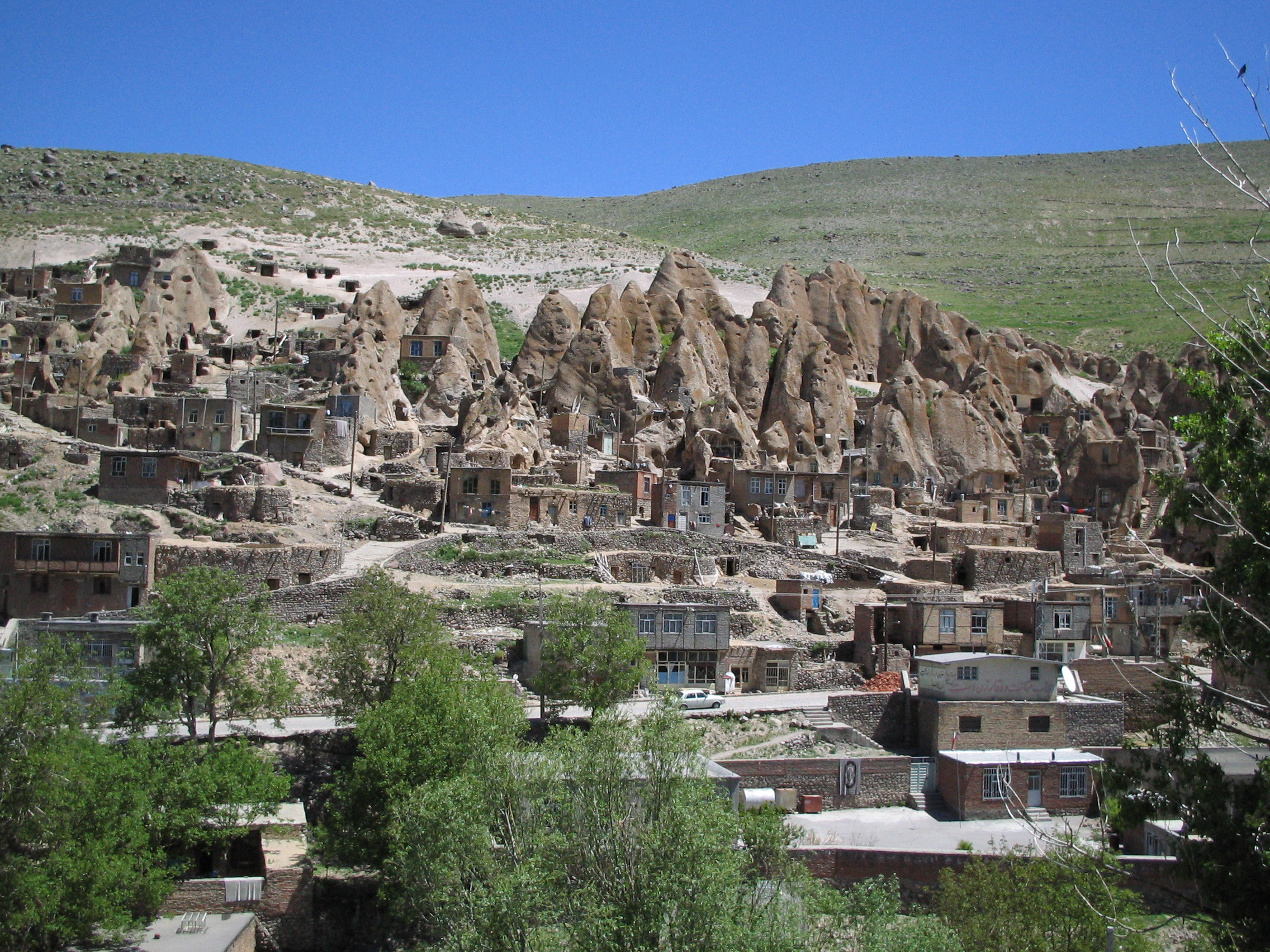
Poblado troglodita en Kandovan (Irán).
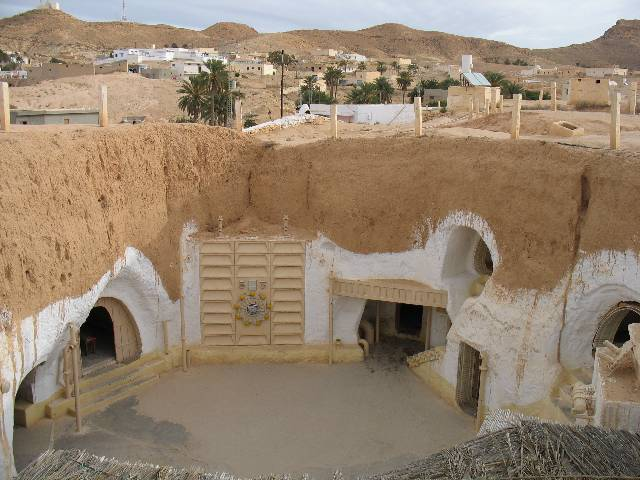
Hotel Sididriss, hábitat bereber troglodita en Matmata (Túnez).
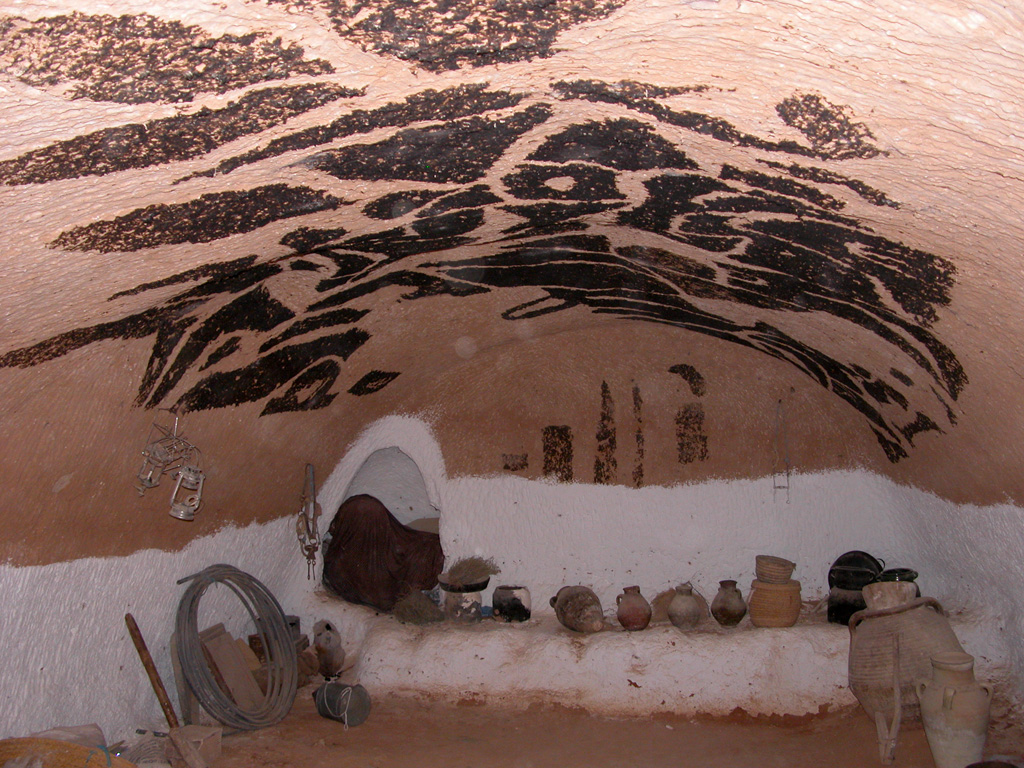
Interior de una cueva en Matmata (Túnez).
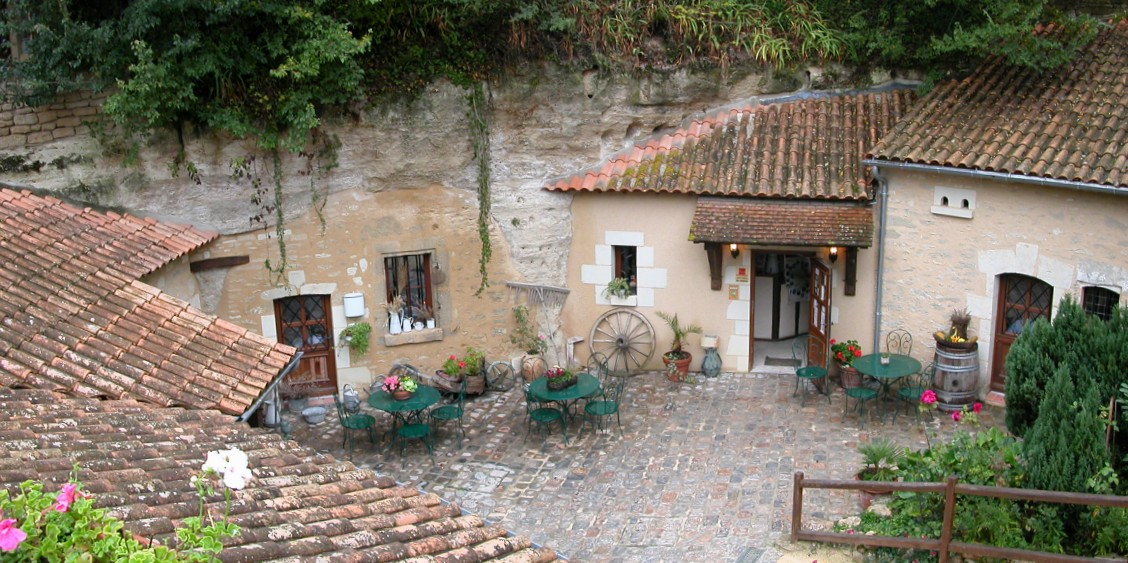
Casa Cueva en Rocheménier (Francia).
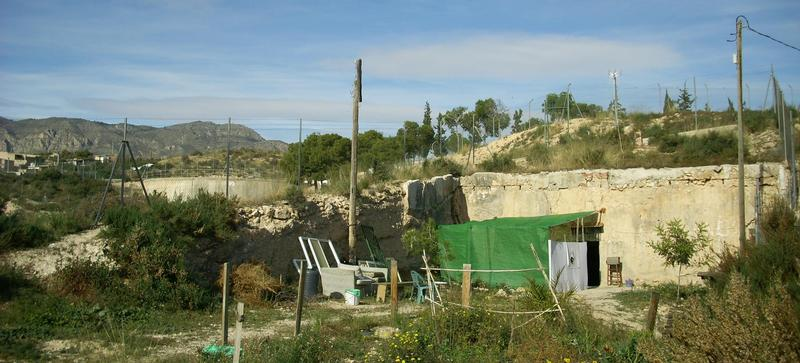
Cueva hiladora en Crevillente (España).
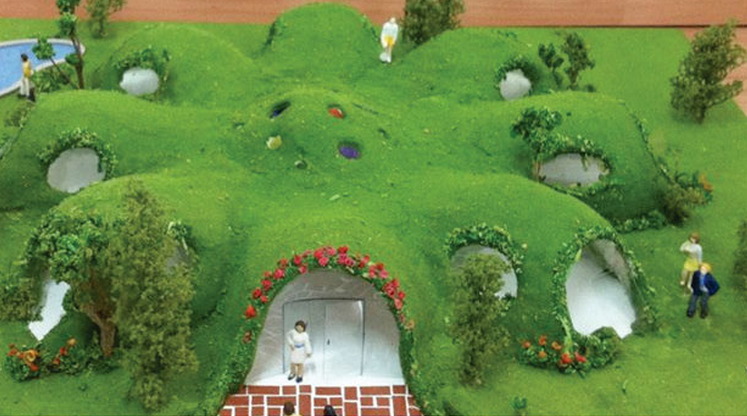
Colegio Wexford Tequisquiapan, Colegio Subterráneo en la ciudad de Querétaro (Méjico).

## Literatura
- Arquitectura subterránea: Loubes, Jean Paul: Arquitectura subterránea, aproximación a un hábitat natural, Editorial Gustavo Gili, Barcelona 1985, 128 pag
- NEILA, F.J.: La arquitectura subterránea. La acumulación de las energías renovables (II), Madrid: Cuadernos del Instituto Juan de Herrera de la ETSAM. n. 73.01
- Urdiales Viedma, Mª Eugenia: Cuevas Vivienda en Andalucía: de Infravivienda a Vivienda de Futuro
- URDIALES VIEDMA, M.E. Cuevas de Andalucía. Evolución, situación y análisis demográfico en la provincia de Granada. Granada: Consejería de Obras Públicas y Transportes, 1987.
- Juan Goytisolo: La chanca, Barcelona, Seix Barral, 1962
- Brümmer; Monika: Viviendas trogloditas accitanas, en Revista EcoHabitar No.2 /2004, pag 19-21.
- José Antonio Garcia Aznar, Joaquín Antonio López Davo, Juan Antonio Rubio Molina: Estudio histórico-constructivo y levantamiento gráfico de las diferentes topologías de vivienda troglodita en Crevillente Archivado el 11 de septiembre de 2019 en Wayback Machine." Escuela Politécnica Superior de Alicante.
- Felix A. Rivas: Las cabañas Archivado el 30 de enero de 2019 en Wayback Machine. (cuevas excavadas de habitación temporal entre Épila – Muel), diciembre de 2001. Diputación General de Aragón.
- ARQUITECTURA SUBTERRÁNEA, Cuevas de Andalucía. Conjuntos habitados. 1989. 2 vols. 24,04 euros, 20x 20 cm. 694 pgs., ISBN 84-87001-02-5 (O.C.). Detallado inventario de la vivienda subterránea en Andalucía, indicando la estructura física de los enclaves, matizando su integración y organización espacial, la diversidad y complejidad del espacio interior y su encuentro con el exterior.
- ASENJO SEDANO, Carlos. LAS CUEVAS. Un insólito hábitat de Andalucía Oriental. Ref. Q44ih 1 Muñoz Moya y Montraveta editores. Sevilla. 1990. 256 pp.
- Felix JOVÉ SANDOVAL, "La vivienda excavada en tierra. El Barrio del Castillo en Aguilar de Campos: Patrimonio y técnicas constructivas", Valladolid, 2006, Universidad de Valladolid, 279 páginas, ISBN 84-8448-394-0,